# Bruchia exigua
Bruchia exigua là một loài rêu trong họ Bruchiaceae. Loài này được Hook. f. & Wilson Müll. Hal. mô tả khoa học đầu tiên năm 1847.